# Суше (бронепалубен крайцер)
Суше (на френски: Suchete) бронепалубен крайцер от 3-ти ранг на Националните военноморски сили на Франция, един от първите френски бронепалубни крайцери с малка водоизместимост. По същество представлява версия на крайцера „Даву“, но с водотръбни котли, вместо огнетръбни такива.

## Название
Кръстен е в чест на маршала на Франция Луи Габриел Суше, херцог Албуферски, герой от Наполеоновите войни, който особено се прославя със своите успехи против испанците в Каталония.

## Конструкция

### Корпус
Най-характерните черти на „Суше“ за разлика от „Даву“ е удължения с 9 метра корпус, за да се съберат 24 котела вместо предишните 8. Предполага се така да се подобри и мореходността на крайцера. Иначе в конструкцията си „Суше“ повтаря „Даву“ с огромния плугообразен таран, скосената кърма и силно извитите бордове, с цел да се осигури по-добър ъгъл за обстрел на артилерията. Крайцерът първоначално получава масивни мачти с марсове, които впоследствие са сменени с леки такива.

### Въоръжение
От шестте 164 mm оръдия две се намират в носовата част и водят стрелба през амбразури, право по курса, останалите са разположени в спонсони, в централната част на крайцера.

### Брониране
Защитата на крайцера е от черупковидна (карапасна) бронирана палуба. Тя е над водолинията на 0,45 метра в централната част на кораба.

### Силова установка
Силовата установка е захранвана с пара от 24 водотръбни котли модел на „Белвил“, които за първи път се поставят на френски кораб. Запасът въглища е 836 тона.

## История на службата
„Суше“ е заложен октомври 1887 г. на стапелите на арсенала на ВМС в Тулон. На вода е спуснат на 10 август 1893 г., а в строй влиза през 1894 г. Отписан от флота и предаден за скрап през 1906 г.